# Centrum securitatis

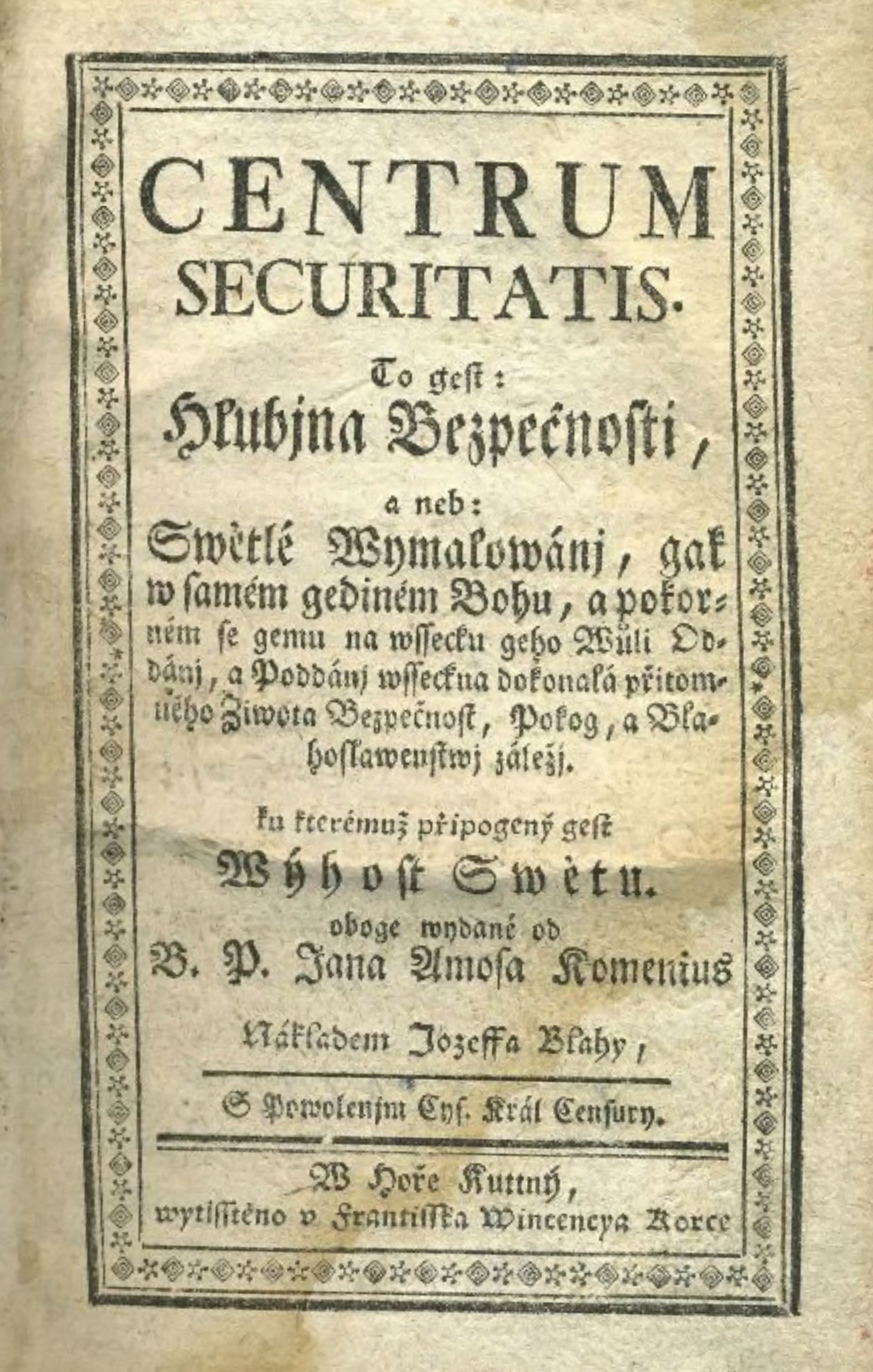
Titelblatt der Ausgabe 1785, Kutná Hora. Mährische Landesbibliothek, Brünn

Centrum securitatis to jest Hlubina bezpečnosti, abgekürzt auch nur Centrum securitatis genannt (deutsch: Zentrum der Sicherheit), ist ein philosophisch-theologisches Traktat von Johann Amos Comenius.
Der vollständige lange Titel in der Übersetzung von A. Macher lautet:
„J. A. Comenii Centrum securitatis, oder Grund der wahren Sicherheit. Das ist: eine deutliche Vorstellung, wie in dem einigen Gott, und in einer demütigen Ergebung in allen seinen Willen, einzig und allein die wahre Ruhe, Sicherheit und Vergnügen dieses gegenwärtigen Lebens bestehe.“
„Die ganze weite Welt ist ein gefährlich Rad,

Das nichts als Unbestand und Unruh hat;

Wer nicht in seinem Gott, als in dem Zentrum, bleibet,

Den schleuderts hin und her, bis er daran zerstäubet.“

## Entstehung
Comenius hat dieses Werk im Jahr 1625 geschrieben. Es steht unter dem Eindruck der notvollen Lage, in der sich die Böhmische Brüderunität und auch Comenius persönlich nach der Niederlage der Protestanten in der Schlacht am Weißen Berg (1620) befanden. Die Verfolgung von Nichtkatholischen hatte die Brüderunität stark betroffen, ihre Versammlungen wurden verboten und ihre Prediger und Lehrer ausgewiesen. Auch Comenius musste seine bisherige Wirkungsstätte in Fulnek verlassen und hielt sich an wechselnden Orten versteckt.
Centrum securitatis hat Comenius in Tschechisch geschrieben (nur der Titel ist in Latein). Den beiden ersten Ausgaben – Leszno 1633 und Amsterdam 1663 – hat er eine in Latein verfasste Widmung an den polnischen Adligen Rafael Leszczyński angefügt. Er dankt Leszczyński dafür, dass er die verfolgten Glieder der Brüderunität auf seinen Gütern in Leszno aufgenommen hatte. Den beiden Ausgaben hat Comenius noch einen kurzen Traktat mit dem Titel Renuntiatio mundi (Absage an die Welt) angehängt.
Eine deutsche Übersetzung veröffentlichte im Jahr 1737 Andreas Macher in Berlin.

## Inhalt

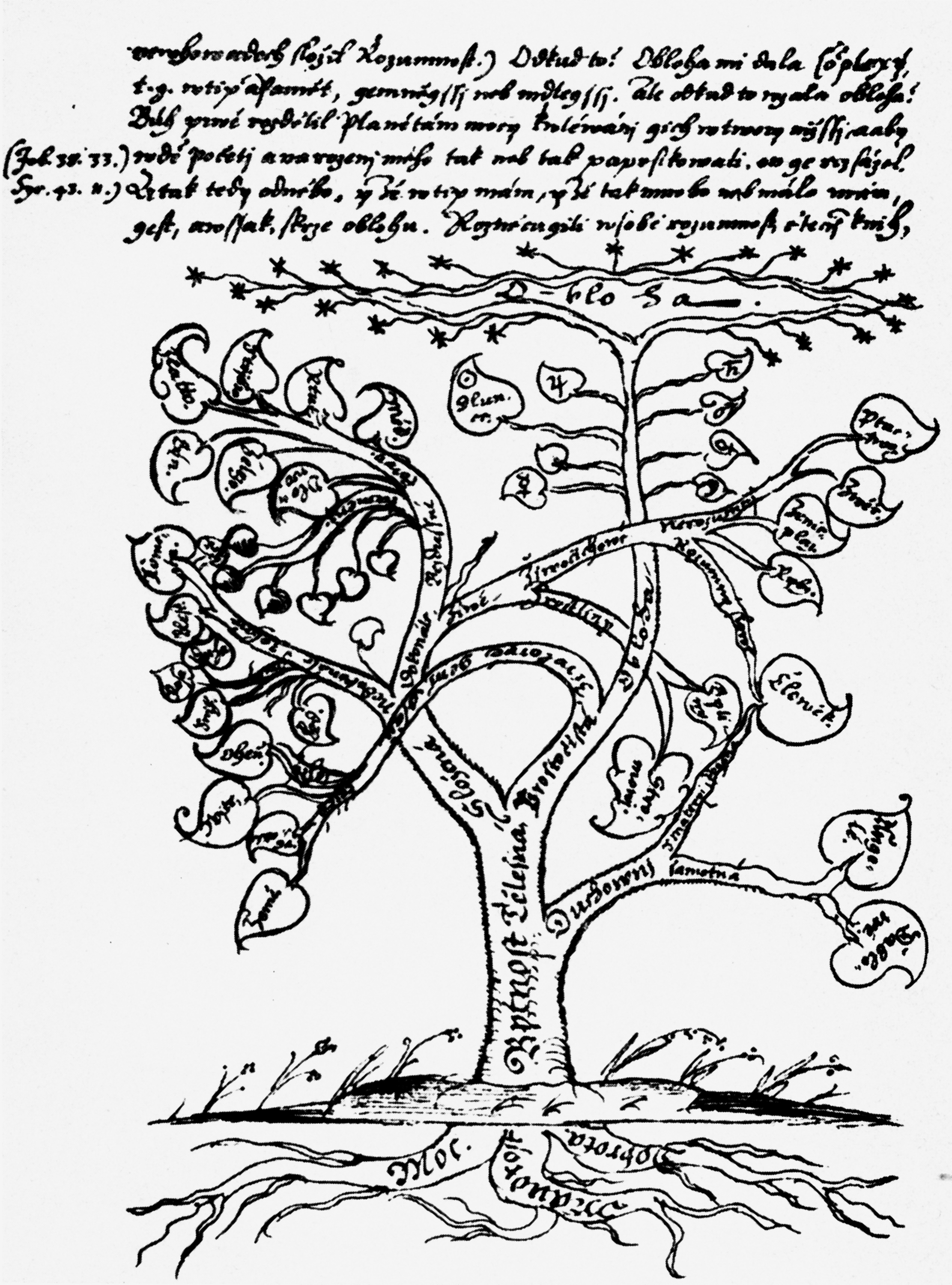
Darstellung der Welt als ein Baum, aus der Ausgabe von 1663

Den Inhalt seiner Schrift fasst Comenius im Brief an den Amsterdamer Verleger Peter van den Berge (1661) so zusammen: … Danach (ich musste mich wegen persönlicher Verfolgung im Verborgenen halten) schrieb ich zum Trost für mich und andere die kleine Schrift „Centrum securitatis“, die später in Leszno gedruckt wurde. Hier zeigte ich auf, wie sich alle menschlichen Dinge im Kreis drehen und wie alle, die sich extrem den Dingen anvertrauen, mit Notwendigkeit zusammen erfasst werden, schmerzhaft hin und her geschleudert und zerrissen werden und so schließlich fallen und verderben; demgegenüber aber im einzigen Gott, dem ewigen Zentrum aller Dinge, ewige Ruhe und Sicherheit vor dem Verderben ist; das wurde im Buch durch ein Diagramm veranschaulicht und an Beispielen bewiesen.
Im Centrum securitatis entwickelt Comenius Gedanken aus seiner früheren Schrift Labyrinth der Welt und Paradies des Herzens weiter, besonders aus dem zweiten Teil, dem Paradies des Herzens: Nur die innige Verbindung mit Gott kann den Menschen aus seiner verzweifelten Lage retten und ihm Sicherheit und Frieden geben. Währens Labyrinth jedoch die Form eines allegorischen Romans hat, ist Centrum securitatis eine systematisch gegliederte theologische Abhandlung. In dreizehn Kapiteln beweist Comenius die Abhängigkeit der Welt von Gott. Er zeigt auf, wie alles in der Welt direkt oder indirekt aus Gott fließt, aus dessen Macht, Weisheit und Güte das Weltall wächst. Comenius verdeutlicht es mit zwei Bildern:
Im ersten Kapitel wird die Welt mit einem Baum verglichen, dessen sichtbare Teile mit unsichtbaren Wurzeln in Gott gegründet sind. Comenius schreibt: Also ist auch, was wir in der Welt sehen, der Himmel, die Erde, das Meer, und die unterschiedlichen Geschöpfe in denselben; was wir aber nicht sehen, es aber doch für den Grund alles dieses halten und begreifen, ist Gott, das verborgene und unseren Sinnen unbegreifliche Wesen, ohne welches die Welt unmöglich bestehen kann, ja auch keineswegs hat entstehen können … Also entsteht aus Gott, der ewigen Wurzel, das Wesen aller Dinge, welche sich in geistliche und leibliche einteilen;…

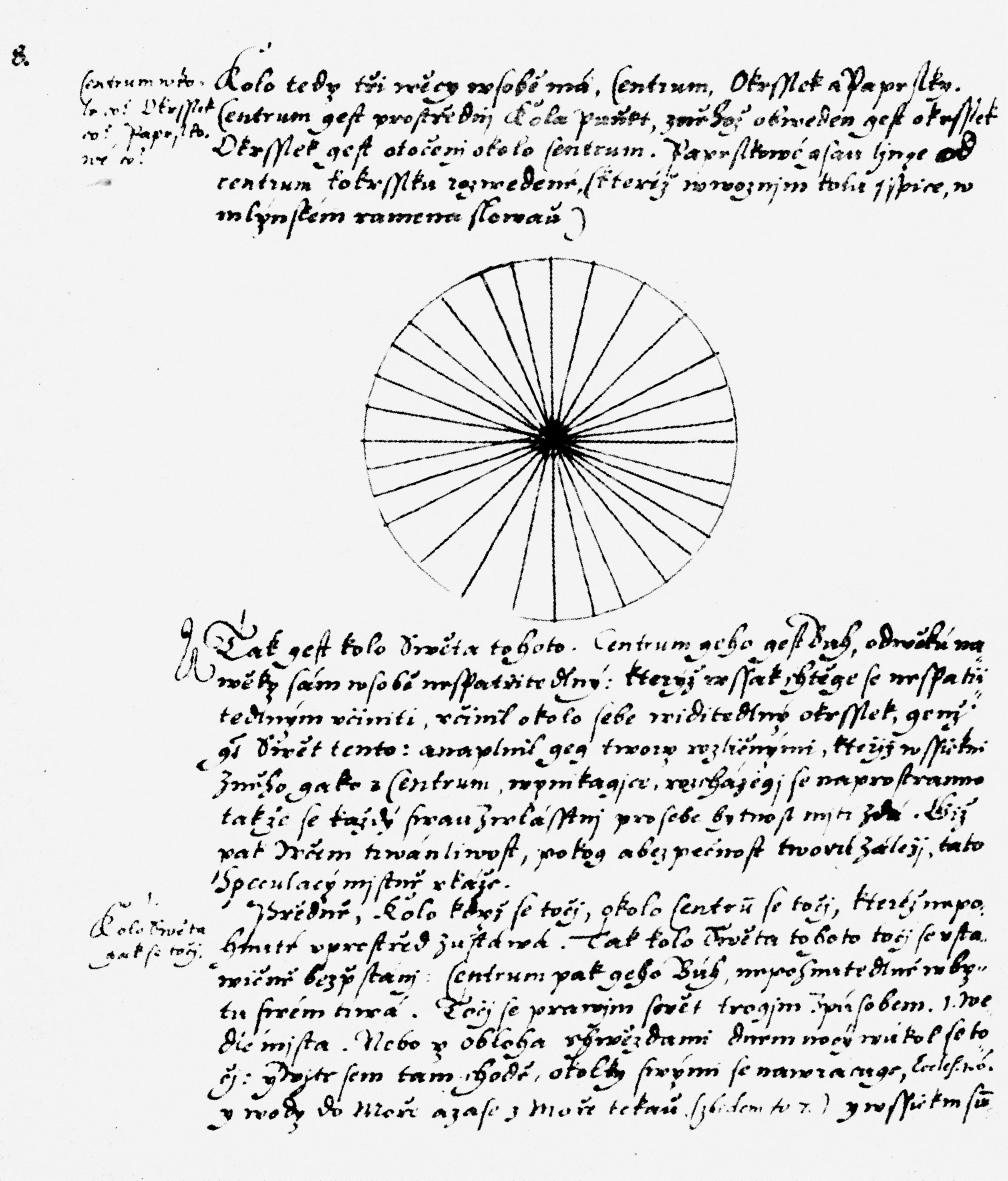
Das Weltenrad, aus der Ausgabe von 1663

Im zweiten Bild wird die Welt mit einem Rad verglichen: Im Mittelpunkt dieses Weltenrades ruht Gott, er ist das Zentrum der Welt. Alle Dinge stehen in Bezug auf dieses Zentrum, sind auf Strahlen oder Speichen um dieses Zentrum angeordnet und kreisen um dieses. Die gegenwärtige Not der Menschen ist das Ergebnis einer Störung der ursprünglichen Harmonie, die Folge einer unseligen Abkehr von Gott. Comenius schreibt:
Es ist aber dieses Eigenheit, wenn der Mensch ein Ekel hat, von Gott und seiner Ordnung sich binden zu lassen, und nur sein eigen sein will, nämlich sein eigener Ratgeber, sein eigener Führer, sein eigener Beschützer, sein selbsteigener Herr, und Summa: sein eigener Gott; und das ist der Anfang alles Übels.
Der einzige Ausweg aus den menschlichen Verirrungen ist die Rückkehr zum Schöpfer und zum barmherzigen Christus, das geschieht durch Glauben, durch Gerechtigkeit und durch ein ehrbares Leben. Anhand von Beispielen aus dem Alten und dem Neuen Testament zeigt Comenius drei Wege zu Gott, er nennt sie die drei Wächter unseres Herzens: Wachsamkeit, Demut und Gebet.